# Pierre-Alain Tâche
Pierre-Alain Tâche, né le 24 octobre 1940, à Lausanne, est un écrivain, poète et ancien juge cantonal vaudois.

## Biographie
Pierre-Alain Tâche naît le 24 octobre 1940 à Lausanne, dans le canton de Vaud. Sa famille paternelle est originaire d'Attalens, dans le canton de Fribourg ; sa famille maternelle vient de Vallorbe. Son père travaille dans le domaine pharmaceutique.
Il grandit à Lausanne, dans le quartier de Ruchonnet. Après le gymnase (section latin-grec), il fait des études à l'Université de Lausanne. Il y obtient une licence en droit  puis un doctorat en droit en 1970 (thèse intitulée « Le contrat d'édition de l'œuvre littéraire » et portant sur la révision de la législation suisse en matière d'édition,). Il décroche son brevet d'avocat en 1972et pratique dès lors le barreau au sein d'une étude lausannoise[réf. nécessaire].
Il est greffier-substitut au tribunal du district de Lausanne à partir de 1965, puis au Tribunal cantonal jusqu'en 1969. Il occupe ensuite un poste de conseiller juridique au département de la justice, de la police et des affaires militaires du canton de Vaud, puis devient vice-président du Tribunal de prud'hommes de Lausanne. En 1974, il devient par ailleurs greffier au sein de la commission cantonale de recours en matière de constructions, puis en 1976 au sein de celle en matière d'impôts. Il est nommé juge au Tribunal cantonal en 1980 (candidat de l'UDC-PAI), fonction qu'il exerce de 1981 à 2002, année où il prend une retraite anticipée. Il préside le Tribunal cantonal en 1995 et 1996.
Marié depuis 1965 à l'artiste peintre Martine Clerc et père d'un enfant, il vit à Lausanne.

## Parcours littéraire
Il est l'auteur d'une cinquantaine d'ouvrages, dont une majorité de recueils poétiques. Le premier, Greffes, paraît en 1962. Il déclare à l'époque composer des vers depuis ses 14 ou 15 ans, inspiré par José-Maria de Heredia et Victor Hugo. Il entre à l'âge de 21 ans dans la Société de Belles-Lettres ; il est membre du comité éditorial de La Revue de Belles-Lettres de 1971 à 1988.
Il est également l'auteur d'une cantate, Eclesia, mise en musique par Heinrich Sutermeister et jouée à la cathédrale de Lausanne en 1975.
La Bibliothèque cantonale et universitaire de Lausanne lui consacre une exposition sur son site de la Riponne en 2007, intitulée Une Poétique de l'instant, à la suite du dépôt de son fonds d'archives dans l'institution.
Sa poésie s'inscrit dans la lignée de celles de Gustave Roud et de Philippe Jaccottet : quête de signes et de significations, mais aussi interrogation sur le travail même de l'écriture. Sa langue est dépouillée, parfois elliptique, « alliant liberté et exigence classique ». Selon Paul Farellier, « cette poésie serait aussi l’une des plus personnelles, des plus accordées à l’intime, des plus attentives aux échos de l’enfance, à la vibration subtile et presque imperceptible du lieu et de l’instant. Toutes choses nous parlant et conférant à cette œuvre cette sorte de gravité souriante qui semble en être la marque. ».

## Œuvres

### Poésie
- Greffes, Cahiers de la Renaissance vaudoise, Lausanne, 1962[16]
- La Boîte à fumée, Cahiers de la Renaissance vaudoise, Lausanne, 1964[17]
- Ventre des fontaines, Éditions L'Âge d'Homme, Lausanne, 1967
- Herbier des failles, illustrations de Jean Otth, 1969, Julien Bogousslavsky, éditeur, Lausanne, 2005
- La Traversée, Éditions Payot, Lausanne, 1974[18]
- L'Élève du matin, Bertil Galland, Vevey, 1978[11]
- L'Inhabité, Bertil Galland, Vevey, 1980[19]
- Les Instants du regard, en collaboration avec Jean-Paul Berger, Éditions Solaire, Issirac, 1980[19]
- Le Jardin du midi suivi de Temps sauvé, Éditions de l'Aire, Lausanne, 1984[20]
- Le Dit d'Orta, La Dogana, Genève, 1985[21],[22]
- Poésie est son nom, L'Alphée, Paris, 1985[21],[22]
- Présent composé, L'Apprentypographe, Harnoncourt, 1986[23]
- Les Yeux du temps, en collaboration avec Maurice Blanc, photographe, Au Verseau, Roth & Sauter, Denges, 1988[24]
- Le Mensonge des genres, Éditions de l'Aire, Lausanne, 1989[25]
- Buissons ardents, encres et dessins de Jean-Paul Berger, Éditions Empreintes, Lausanne, 1990
- Noces de rocher, dessins de Martine Clerc, Éditions Empreintes, Lausanne, 1993 (épuisé)[26]
- Jour après jour, Éditions de l'Aire, Lausanne, 1993[27]
- Celle qui règne à Carona, avec deux aquatintes de Gérard de Palézieux, Éditions Brandes, Roubaix, 1994
- Le Rappel des oiseaux, Éditions Empreintes, Lausanne, 1997[28]
- Reliques, La Dogana, Genève, 1997
- L'État des lieux, Éditions Empreintes, Lausanne, 1998[29]
- Quatre poètes. Pierre Chappuis, Pierre-Alain Tâche, Pierre Voélin, Frédéric Wandelère, préface de Florian Rodari, Éditions l'Age d'Homme, Lausanne, coll. « Poche Suisse » (n° 172), 1998
- Chroniques de l'éveil, préface de Patrick Amstutz, L'Aire bleue, Éditions de L'Aire, Vevey, 2001
- L'Inhabité suivi de Poésie est son nom et de Celle qui règne à Carona, Éditions Empreintes, Moudon, 2001
- L'Intérieur du pays, préface de Christophe Calame, Éditions L'Age d'homme, Lausanne, 2003[30]
- Sur la lumière en Anniviers, dessins de Martine Clerc, Éditions Empreintes, Moudon, 2003[31]
- Bruissements, sur des fusains d'Alexandre Hollan, La Pierre d'Alun, Bruxelles, 2005
- Nouvel état des lieux, Éditions Empreintes, Moudon, 2005[32]
- Roussan, Éditions Empreintes, Moudon, 2006[33]
- Forêt jurée, pastels de Martine Clerc, Éditions Empreintes, 2008[4]
- La Voie verte, avec une gravure d'Edmond Quiche, Éditions de la revue Conférence, Trocy-en-Multien, 2010
- Dernier état des lieux, Éditions Empreintes, Chavannes-près-Renens, 2011
- Fresque avec ange, La Dogana, Genève, 2012
- D'après l'Obscur, pointes sèches de Catherine Bolle, Éditions Traces, Genève, 2013
- Dire adieu, avec une couverture de Pierre-Yves Gabioud, Éditions Empreintes, Chavannes-près-Renens, 2013 (traduction allemande par Markus Hediger : Dire adieu / Abschied nehmen, Zurich, Wolfbach Verlag, 2017)[34]
- La Quête continue, gravure et vignettes de Martine Clerc, Éditions de la revue Conférence, Paris, 2016
- Venise à main levée, Le Miel de l'ours, Genève, 2016
- Élégie d'Ayer, l'avis de Claire Nicole, Éditions Empreintes, Chavannes-près-Renens, 2017
- Ailleurs commence ici, Éditions de L'Aire, Vevey, 2018.
- Cor magis, avec des lithographies de Claude Garache et une préface de Bernard Noël, Les Amis du Livre contemporain, Paris, 2020.
- Clarté des pertes, Éditions Empreintes, 2020.
- Autres avancées, gravure et dessins de Catherine McCready, Éditions Conférence, Paris, 2020
- Changer d'air, Éditions Empreintes, Chavannes-près-Renens, 2023
- Rien n'y fait , photographies de Patricia Laguerre, Éditions Couleur d'encre, Lausanne, 2024

### Prose
- Rumeurs sous images, Le Déluge, de Charles Gleyre, et Polyphème, d'Emile David, "Arrêt sur image", Les Amis du Musée, Lausanne, 1994
- À hauteur d'instant in Arts poétiques, La Dogana, Genève, 1996
- La Langue et le politique : enquête auprès de quelques écrivains suisses de langue française, éd., conçue. et préfacée par Patrick Amstutz, postface de Daniel Maggetti, Éditions de L'Aire, Vevey, 2001 p. 21-24.
- Divers textes inédits, in Une poétique de l'instant, Bibliothèque cantonale et universitaire de Lausanne, 2006
- Notre « maison », vraiment ?, in Le français, notre maison, Éditions Zoé, Carouge, 2010
- L'Air des hautbois : variations sur la Folia, Éditions Zoé, Carouge, 2010
- Un lied à mots couverts, in Un visa donné à la parole, La Dogana, Genève, 2011
- L'Idée contre l'image, Éditions Zoé, Carouge, 2013[35]
- L'Ombre d'Hélène, suivi de La fausse morte, Éditions Zoé, Carouge, 2015[36],[37]
- Une plénitude partagée, Préface à Bernard Blatter & Farhad Ostovani, Ce que dit le silence, L'Atelier contemporain, Strasbourg, 2019
- Une Réponse sans fin tentée, avec une gravure de Claude Garache, L'Atelier contemporain, Strasbourg, 2015
- Vues sur Cingria, Éditions de l'Aire, Vevey, 2020[12]
- Champ libre I (Carnets 1968-1993), Éditions de L'Aire, Vevey, 2020[12]
- Pourquoi Follain ?, Éditions de Corlevour, Clichy, 2020.
- Champ libre II (Carnets 1994-2006), Éditions de L'Aire, Vevey, 2021
- Pierre-Yves Gabioud, Le peintre et son pays, textes d'Arnaud Clément et de Pierre-Alain Tâche, Éditions Conférence, Troçy-en-Multien, 2022
- Champ libre III (Carnets 2007-2017), Éditions de L'Aire, Vevey, 2022
- Fuguer, Éditions de L'Aire, Vevey, 2023

### Récompenses et distinctions
- Prix Claude Sernet, 1982
- Prix Schiller 1974 et 1984[15]
- Grand prix du mont Saint-Michel en 1991[15]
- Prix Roger-Kowalski 2011 lors du Printemps des Poètes, pour La Voie verte[15]
- Prix du Jasmin d'argent, Agen, 2013